# Valérie Maltais

Valérie Maltais, née le 4 juillet 1990 à La Baie, est une ancienne patineuse de vitesse sur piste courte Québécoise passée au patinage de vitesse sur longue piste en 2018.

## Biographie
Maltais obtient un diplôme de diététique au Collège de Maisonneuve à Montréal. En 1996, alors qu'elle fait du patinage artistique, sa mère découvre le patinage de vitesse sur piste courte et l'inscrit au club de Saguenay.
Pendant son temps libre, elle fait du yoga, et elle aime jardiner et jouer aux jeux de plateau.

## Carrière

### Débuts internationaux
En 2007, elle arrive en septième position des championnats du monde junior. En 2009, elle obtient le bronze au 500 mètres, et participe à sa première Coupe du Monde. En 2011, elle obtient sa première médaille individuelle en Coupe du Monde : le bronze au 1500 mètres.
En 2012, elle arrive deuxième au classement général des Championnats du Monde à Shanghai. Du 19 au 21 octobre 2012, elle détient le record du monde du 1000 mètres à 1:27.653.

### Jeux olympiques de Sotchi
Aux Jeux olympiques d'hiver de 2014, à Sotchi, elle remporte la médaille d'argent de l'épreuve du relais et arrive sixième au 1000 mètres et au 1500 mètres. La même année, elle est troisième au classement général des Championnats du Monde.
En 2016, elle est deuxième au classement général des Coupes du monde de la saison sur le 1000 mètres.

### Jeux olympiques de PyeongChang

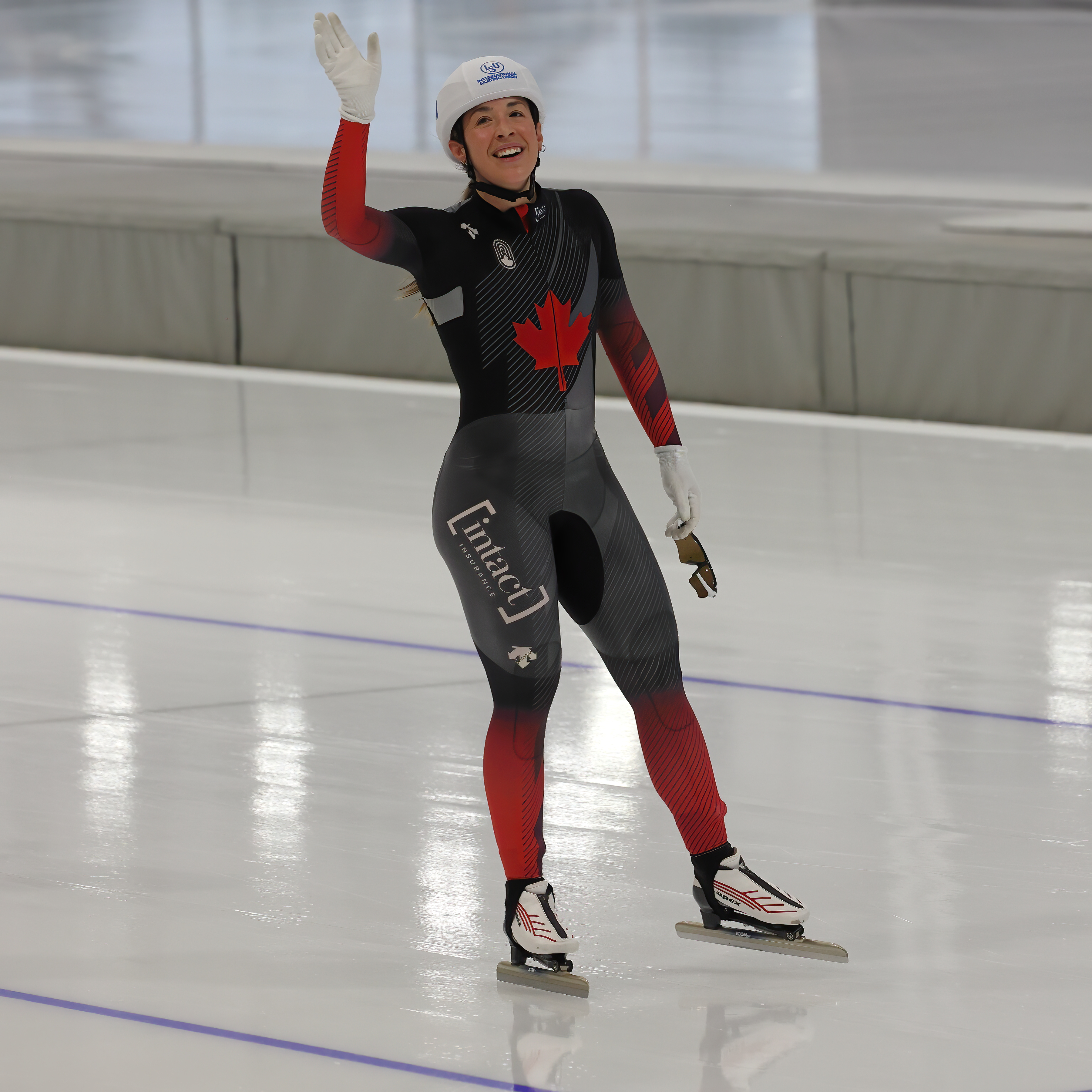
Au Centre de glaces à Québec, décembre 2022.

Elle rate les qualifications canadiennes aux Jeux olympiques de 2018 en raison d'un traumatisme crânien, mais reste favorite pour rejoindre l'équipe en tant que remplaçante.
La Coupe du monde de short-track 2016-2017, en quatre manches, fait office de qualifications pour le patinage de vitesse sur piste courte aux Jeux olympiques de 2018.
À la première manche de la Coupe du monde, à Budapest, elle tombe en finale du 1500 mètres à cause d'une faute de Shim Suk-hee. Elle arrive donc dernière de la finale A, ce qui la place cinquième au classement général. Au 1000 mètres, elle arrive également cinquième en gagnant la finale B. Au 500 mètres, elle arrive quatrième dans une arrivée très serrée derrière Arianna Fontana et Shim Suk-Hee. Au relais, elle fait partie de l'équipe qui obtient la médaille d'argent.
À la deuxième manche de la Coupe du monde, en octobre 2017 à Dordrecht, elle gagne la finale B du 1000 mètres, ce qui la place cinquième du classement général. Elle remporte la médaille d'argent au 1500 mètres. Elle ne participe pas au 500 mètres. Au relais, son équipe arrive en troisième position.
À la troisième et avant-dernière manche de la Coupe du monde, en novembre 2017 à Shanghai, elle arrive quatrième juste derrière sa compatriote Marianne St-Gelais au 1500 mètres.  Elle ne participe pas au 500 mètres. Elle arrive neuvième au 1000 mètres.
En 2018, à la conclusion de la saison, Maltais annonce son passage au patin longue piste.

## Prix et récompenses
Elle est nommée athlète féminine Canadienne de l'Année en 2012 et en 2014 par l'association Patinage de vitesse Canada. En 2014, elle reçoit le titre de Partenaires de l'année au Gala Sports-Québec 2014 en compagnie des membres du relais féminin des Jeux olympiques.